# Les Lesbiennes dépassent les frontières
Les lesbiennes dépassent les frontières (traducción aproximada: «Las lesbianas sobrepasan las fronteras») es una red de ayuda y acogida de lesbianas exiliadas en París, Francia. 

## Funcionamiento
Les lesbiennes dépassent les frontières es una red de solidaridad feminista para lesbianas basada en el principio de autogestión. Fue creada en 2011.
Las red financia sus actividades exclusivamente mediante donaciones individuales. Las actividades se realizan en francés y en inglés, ya que un tercio de las miembras son de habla inglesa. Reciben apoyo de asociaciones feministas y lesbianas, entre las que se encuentran la Coordinación lesbiana en Francia, la Casa de las Mujeres de París, Cineffable, las Dégommeuses y Bagdam Espace Lesbien.

## Actividades
La red ofrece un lugar colectivo de conexión social y de intercambios, y también un espacio de alojamiento, acompañamiento en los trámites administrativos, traducciones y apoyo psicológico. Las miembras de la red dirigen una permanencia mensual en la Casa de las Mujeres de París, el tercer sábado de cada mes, y organizan una fiesta anual para celebrar las culturas lesbianas, dar a conocer la red y recaudar fondos.
La red Les lesbiennes dépassent les frontières acompaña a las solicitantes de asilo en la preparación de sus trámites para pedir el estatuto de refugiada al Office français de protection des réfugiés et apatrides o para obtener recursos de la Cour National du Droit d'Asile (Corte nacional del derecho de asilo). La red aporta su ayuda específicamente para preparar las historias para «probar el lesbianismo» de la persona pidiendo asilo.
La red es un espacio seguro donde compartir sus historias e implicarse, ya que las miembras de la red intervienen en encuentros públicos o en programas de radio.

## Lesbianas exiliadas
La red Les lesbiennes dépassent les frontières apoya a las lesbianas refugiadas que piden asilo o que no tienen papeles. Reúne lesbianas exiliadas y lesbianas solidarias, y lucha contra el aislamiento. En 2018, la red Les lesbiennes dépassent les frontières reunía 270 miembras, de las cuales más de 160 eran refugiadas. En su texto de presentación, el colectivo menciona la persecuciones de las lesbianas exiliadas: 

Étant lesbiennes, nous sommes en danger dans nos pays, nos régions, nos familles. Nous voulons pouvoir choisir de vivre là où nous nous sentons le plus en sécurité, là où nous pourrons nous reconstruire en espérant vivre, enfin, autonomes et libres.
Ser lesbianas nos pone en peligro en nuestros países, regiones, y en nuestras familias. Queremos poder vivir donde nos sintamos más seguras, donde podamos reconstruirnos y tengamos la esperanza de vivir autónomas y libres.

Las lesbianas exiliadas miembras de la red provienen de varios países, entre ellos: Argelia, Armenia, Burkina Faso, Camerún, República del Congo, Costa de Marfil, Georgia, Guinea, Irán, Kenia, Malí, Marruecos, Mauritania, Nigeria, Uganda, Rusia, Senegal, Sierra Leona, Tanzania y Túnez.